# Yūji Oda
Yūji Oda (jap. 織田裕二 Oda Yūji; ur. 13 grudnia 1967 w Kawasaki) – japoński aktor filmowy i telewizyjny.

## Filmografia

### Seriale telewizyjne
| Rok  | Tytuł                                                | Rola             |
| ---- | ---------------------------------------------------- | ---------------- |
| 1991 | Tōkyō Love Story (jap. 東京ラブストーリー)           | Kanchi Nagao     |
| 1994 | Okane ga nai! (jap. お金がない！)                    | Hagiwara Kentaro |
| 1996 | Mahiru no tsuki (jap. 真昼の月)                      | Togashi Naoki    |
| 1997 | Odoru daisōsasen (jap. 踊る大捜査線)                 | Aoshima Shunsaku |
| 2001 | Rocket Boy (jap. ロケット・ボーイ)                   | Kobayashi        |
| 2002 | Mayonaka no ame (jap. 真夜中の雨)                    | Tokura Takashi   |
| 2004 | Last Christmas (jap. ラストクリスマス)               | Kenji Haruki     |
| 2007 | Jōdan ja nai! (jap. 冗談じゃない！)                  | Takamura Keita   |
| 2008 | Taiyō to umi no kyōshitsu (jap. 太陽と海の教室)      | Sakurai Sakutaro |
| 2010 | Gaikōkan Kuroda Kōsaku (jap. 外交官・黒田康作)       | Kuroda Kōsaku    |
| 2013 | Oh, My Dad!! (jap. オー・マイダッド!!)               | Shinkai Genichi  |
| 2014 | Kabuka bōraku (jap. 株価暴落)                        | Hiroshi Bando    |
| 2016 | IQ 246 Kareinaru jikenbo (jap. IQ246 華麗なる事件簿) | Homonji Sharaku  |

### Filmy
- 1986: Shonan bakusozoku jako Akira Ishikawa
- 1996: Mahiru no tsuki jako Naoki
- 2000: Howaitoauto jako Teruo Togashi
- 2009: Amarufi: Megami no hoshu jako Kosaku Kuroda
- 2012: Odoru daisosasen the Final: Aratanaru kibo jako Shunsaku Aoshima